# Episodi de Il colore delle magnolie (terza stagione)
La terza stagione della serie televisiva Il colore delle magnolie è composta da 10 episodi ed è stata resa disponibile in tutto il mondo il 20 luglio 2023 su Netflix.
| nº | Titolo originale            | Titolo italiano                       | Pubblicazione originale | Pubblicazione in italiano |
| -- | --------------------------- | ------------------------------------- | ----------------------- | ------------------------- |
| 1  | Meaning to Tell You         | Volevo dirtelo                        | 20 luglio 2023          | 20 luglio 2023            |
| 2  | Meet Me Where I Am          | Vienimi incontro                      | 20 luglio 2023          | 20 luglio 2023            |
| 3  | The Searchers               | Alla ricerca                          | 20 luglio 2023          | 20 luglio 2023            |
| 4  | Be Bold                     | Abbi coraggio                         | 20 luglio 2023          | 20 luglio 2023            |
| 5  | On This Foundation          | Su questa fondazione                  | 20 luglio 2023          | 20 luglio 2023            |
| 6  | And a Star to Steer Her By  | E una stella per guidarla             | 20 luglio 2023          | 20 luglio 2023            |
| 7  | Somebody I'm Longing to See | Qualcuno che non vedo l'ora di vedere | 20 luglio 2023          | 20 luglio 2023            |
| 8  | Beat Me at My Own Game      | Battuti allo stesso gioco             | 20 luglio 2023          | 20 luglio 2023            |
| 9  | A Game of Telephone         | Telefono senza fili                   | 20 luglio 2023          | 20 luglio 2023            |
| 10 | Save My Place               | Tienimi il posto                      | 20 luglio 2023          | 20 luglio 2023            |